# ジェームズ・ダッドリー
ジェームス・ダッドリー（James Dudley、1911年9月18日 - 2004年6月1日）は、アメリカ合衆国のプロレス関係者。WWEにおいて、その前身WWWF設立前から深く関わり、1994年にはWWF殿堂に迎えられた。米国内における黒人の権利拡大にも貢献した。

## 来歴
メリーランド州ボルチモア出身のアフリカ系アメリカ人。ジェス・マクマホン、ビンス・マクマホン・シニアと親交があり、特にマクマホン一家がワシントンD.C.で活動していた時代（1940年代 - 1956年）に自ら営業していたアリーナを提供。当時のアメリカでは、彼の他にこのような大規模アリーナを運営しているアフリカ系移民の市民はいなかった。
1960年代にはワシントンD.C.でのボボ・ブラジルの試合において、彼のセコンド役を務めていたこともある。
その後も終生WWFに尽くし、1983年にビンス・シニアが息子ビンス・マクマホンにWWFを売却する際には、彼とフレッド・ブラッシーの永久雇用が条件付けられるなど、その信頼は非常に厚かった。
なお、WWEやECWで活躍したダッドリー・ボーイズとは同姓であるが、血縁を含め一切関係性はないという。